# Kenya-Airways-Flug 507
Koordinaten: 3° 57′ 18,8″ N, 9° 44′ 58″ O
Kenya-Airways-Flug 507 war ein Flug einer Boeing 737-800 der Kenya Airways vom kamerunischen Flughafen Douala International zum kenianischen Flughafen Jomo Kenyatta International am 5. Mai 2007. Das Flugzeug stürzte mit 105 Passagieren und neun Besatzungsmitgliedern an Bord unmittelbar nach dem Start in einem dichten Mangrovenwaldgebiet südöstlich von Douala in Kamerun ab. Dabei kamen alle Insassen ums Leben. Es ist bis heute (März 2019) der schwerste Flugunfall in Kamerun.

## Ablauf des Fluges
Die Maschine startete am Freitag, dem 4. Mai 2007 am Flughafen Abidjan in der Elfenbeinküste und landete in der kamerunischen Küstenstadt Douala zwischen, um dort weitere Passagiere aufzunehmen. Der für Mitternacht geplante Start aus Douala verzögerte sich wegen starken Regens um eine Stunde. Kurz nach dem Start sandte die Maschine ein automatisches Notsignal aus, das üblicherweise bei Erschütterungen, wie etwa bei einem Aufprall, ausgelöst wird. Es wurde zuerst von einem Schiff vor der westafrikanischen Küste empfangen. Das Kontrollzentrum konnte die Piloten anschließend nicht mehr erreichen.
Kenya Airways richtete ein Krisenzentrum und eine Rufnummer für Angehörige ein. Auf dem Flughafen in Nairobi, wo die Maschine am frühen Samstagmorgen hätte landen sollen, warteten zahlreiche Angehörige auf Neuigkeiten. Die kenianische Regierung zeigte sich tief bestürzt und sprach den Familien ihr Beileid aus. Der ehemalige kenianische Außenminister (bis 2005) Chirau Ali Mwakwere flog am Abend des Absturzes mit einer Delegation nach Kamerun, unter ihnen auch ein Terrorexperte. 
Heftiger Regen, technische Probleme und widersprüchliche Hinweise auf den Unfallort erschwerten die Suche. Erst zwei Tage später, am Abend des 6. Mai, wurde das Wrack des Flugzeugs in einem dichten Mangrovenwald von Fischern gefunden, gerade 5,42 km von der Startbahn entfernt, ein weiterer Grund für heftige Kritik an den Suchmannschaften. Diese fanden keinen Hinweis auf Überlebende. Zahlreiche Spekulationen über die Unfallursache werden vor allem auch durch die kurze Entfernung des Unfallorts von der Startbahn hervorgerufen. Die Unfallursache muss unmittelbar nach dem Start eingetreten sein, die Distanz entspricht etwa einer halben Minute Flugzeit.
Die Flugschreiber (Blackbox) und die Überreste von 81 Menschen wurden geborgen.

## Fluggerät
Die Boeing 737-800 absolvierte ihren Erstflug am 9. Oktober 2006 und wurde am 28. Oktober 2006 an Kenya Airways ausgeliefert.

## Besatzung und Passagiere

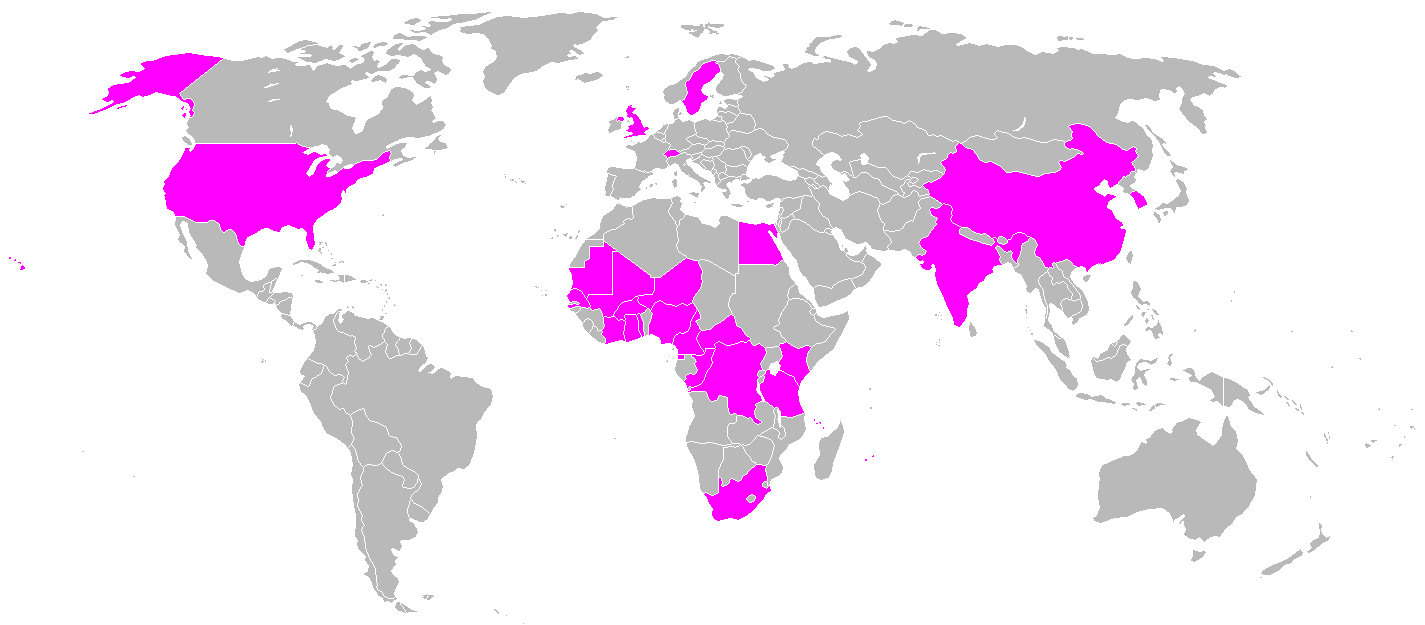
Länder, aus denen die Passagiere stammten

An Bord der Boeing 737-800 befanden sich 105 Passagiere und neun Besatzungsmitglieder. Laut dem Chef der Kenya Airways, Titus Naikuni, gehörten diese 23 unterschiedlichen Nationalitäten an; auch europäische Passagiere befanden sich an Bord. Aus dem deutschsprachigen Raum kam ein Schweizer ums Leben.
- 35 Kamerun
- 15 Indien
- 09 Kenia (davon 6 Crew-Mitglieder)
- 07 Südafrika
- 06 China; Elfenbeinküste; Nigeria
- 05 Vereinigtes Königreich
- 03 Niger
- 02 Zentralafrikanische Republik; Demokratische Republik Kongo; Äquatorialguinea
- 01 Südkorea; Ghana; Schweden; Togo; Mali; Schweiz; Komoren; Ägypten; Mauritius; Senegal; Republik Kongo; Tansania; Vereinigte Staaten; Burkina Faso
- 02 unbekannter Nationalität

## Ermittlungen
Die Unfallermittler haben herausgefunden, dass der 52-jährige Flugkapitän die Maschine auf Grund räumlicher Desorientierung in eine zu starke Rechtslage brachte. Der Copilot wies den Kapitän irrtümlich darauf hin, die Maschine weiter rechts zu halten und korrigierte später mit „Links, links!“. Durch die zu starke Kurve und den darauf folgenden Spiralflug sank das Flugzeug immer weiter, bis es schließlich abstürzte.

## Medien
Die kanadische Dokumentationsserie Mayday – Alarm im Cockpit behandelt diesen Unfall in der neunten Folge der zwanzigsten Staffel unter dem Titel „Abgestürzt in den Sumpf“.